# Fantastique
Fantastique es el término en francés para un género literario y cinematográfico que se superpone con los géneros de ciencia ficción, terror y fantasía.
El fantastique es un género sustancial dentro de la literatura francesa. Remontándose, de manera debatible, hasta antes del origen de la fantasía en idioma inglés, sigue siendo un género activo y productivo que ha evolucionado mano a mano con la fantasía y el terror anglófonos y con otros géneros literarios franceses e internacionales.

## Definición
La característica distintiva del fantastique es la intrusión de fenómenos sobrenaturales en una narrativa que es por lo demás realista. Evoca así fenómenos que no sólo se dejan sin explicar, sino que son inexplicables desde el punto de vista del lector. A este respecto, el fantastique se sitúa en un punto entre la fantasía, donde lo sobrenatural es aceptado y enteramente razonable en el mundo imaginario de una narrativa no realista, y entre el realismo mágico, donde fenómenos que son aparentemente sobrenaturales son explicados y se aceptan como normales. En cambio, los personajes de una obra de fantastique se rehúsan a aceptar, tal como los lectores, los eventos sobrenaturales que ocurren. Esta negativa puede ir mezclada con dudas, incredulidad, miedo o alguna combinación de tales reacciones.[cita requerida]
El Fantastique suele asociarse con un ambiente particular, una especie de tensión al verse ante lo imposible. Con frecuencia involucra bastante miedo, ya sea porque los personajes tienen miedo o porque el autor quiere provocar miedo en sus lectores. El miedo, con todo, no es un componente esencial del fantastique.[cita requerida]
Algunos teóricos literarios, como Tzvetan Todorov, sostienen que lo que define al fantastique es su vacilación entre aceptar lo sobrenatural como tal e intentar explicar de manera racional los fenómenos que describe. En tal sentido, el fantastique no sería más que una zona de transición en un espectro que va del realismo mágico a la fantasía, de forma que no debería considerarse como un género literario independiente.[cita requerida]

## Historia

### La Edad Media
El fantastique empezó a definirse en la Edad Media. Los antiguos mitos celtas, francos y germánicos se tradujeron de la religión (implicando creencia y culto) al folclore popular (implicando creencia pero no culto).
La raíz de las ideas modernas sobre las muchas cosas que hoy en día se denominan con frecuencia 'sobrenaturales' (como ángeles, demonios, hadas, brujas, etc.), así como su representación artística, tiene sus inicios en este período, llamado a menudo la Edad Media. Durante este periodo, se les dio por primera vez sus formas definitivas a conceptos y personajes tales como Melusina, Arlequín, Oberón, Morgana, entre muchos otros.
Entre las contribuciones significativas de esta época se encuentran:
- Loss cantares de gesta, como La Chanson de Roland [El Cantar de Roldán] (c. 1100), Le Roman de Tristan et Iseult [El Romance de Tristán e Isolda] (c. 1170), Lancelot, ou Le Chevalier à la Charette [Lanzarote, o El caballero de la carreta] (c. 1177) y Perceval, ou le Conte du Graal [Perceval o el cuento del Grial] (c. 1182), ambos de Chrétien de Troyes.
- Entre 1215 y 1235, Robert de Boron, sucesor de Chrétien de Troyes, publicó Histoire du Saint-Graal [La historia del Santo Grial], Histoire de Merlin [La historia de Merlín], Le Livre de Lancelot du Lac [El libro de Lanzarote del Lago], La Quête du Saint-Graal [La búsqueda del Santo Grial] y La Mort du Roi Arthu [La muerte del rey Arturo]. Estos libros formaron la base de todas las leyendas artúricas posteriores, y establecieron los ahora bien conocidos orígenes del Santo Grial como el recipiente en el que José de Arimatea recogió la sangre de Jesucristo.
- Los Fabliaux, fábulas satíricas basadas en la tradición establecida por Esopo de utilizar animales antropomórficos, tales como Le Roman de Renart, generalmente atribuido al poeta Pierre de Saint-Cloud (c. 1175) (Para el siglo XIV, Le Roman de Renart incluía ya más de 30 libros.)
- Poesía medieval que a menudo empleaba lo sobrenatural como medio de artificio literario, como Le Roman de la Rose [El romance de la rosa] de Guillaume de Lorris (c. 1230), las baladas de María de Francia (c. 1170), Le Jeu de la Feuillée [El juego de las hojas] (c. 1275) de Adam de la Halle, y el anónimo Le Livre de la Fontaine Périlleuse [El libro de la fuente peligrosa] (c. 1425).
- Los dramas religiosos llamados Misterios y milagros, que a menudo tardaban varios días en representarse e incluían efectos escénicos espectaculares, tales como Le Jeu d'Adam [El Misterio de Adán]; La Résurrection du Sauveur [La resurrección de nuestro Salvador]; Le Jeu de Saint Nicolas [El Misterio de San Nicolás] de Jean Bodel de Arras, y el monumental Le Mystère de la Passion [El Misterio de la Pasión] de Arnoul Gréban, organista y director de coro de Notre Dame de París.

### El Renacimiento
El siglo XVI estuvo marcado por la aparición de nuevas ideas y tendencias literarias, con frecuencia como una reacción en contra lo que se percibía como el «oscurantismo» de la Edad Media. Entre los muchos factores que contribuyeron al comienzo del Renacimiento se encuentran los descubrimientos de nuevos continentes, nuevos descubrimientos científicos y tecnológicos, y la invención de la imprenta por Johannes Gutenberg que posibilitó una mayor circulación de obras literarias.
El Renacimiento floreció en Francia durante el reinado del rey Francisco I, quien propició un ambiente favorable para el desarrollo de las letras, las artes y las ciencias. Fue durante el renacimiento francés que la proto-ciencia ficción se separó por primera vez del fantastique. El fantastique tradicional derivado de los mitos, leyendas y el folclore también se subdividió a su vez en dos formas, una que dio continuidad a la tradición poética de la Edad Media, llevando finalmente al Merveilleux [Maravilloso] y los Contes de Fées o Cuentos de hadas, y la otra enfocada en el lado más oscuro de la misma moneda en la literatura, abordando los temas de la brujería y el culto al diablo.
Entre las contribuciones significativas de esta época se encuentran:
- En sus Odas (1550), el poeta Pierre de Ronsard (1524-1585), fundador del grupo literario La Pleïade, se basó con frecuencia y en gran medida en las supersticiones de su país natal de Vendômois, escribiendo acerca de brujas. Posteriormente, en la cima de su fama literaria, dedicó varios de sus Himnos (1552) más famosos a temas sobrenaturales como los «daimones» o la astrología.
- La novela clásica L'Astrée [Astrea] (1607–27) de Honoré d'Urfé se inspiró de manera evidente en el romance de caballería en prosa Amadís de Gaula, que había estado en circulación desde finales del siglo XIII, pero que había alcanzado su apogeo cuando fue reeditado por el escritor español Garci Rodríguez de Montalvo.
- Las tragedias menos conocidas pero clásicas del famoso dramaturgo Pierre Corneille, Médée (1635) y Circé (1675), popularizaron a los hechiceros y brujas como los deus ex machina del teatro francés.
- El Malleus Maleficarum dio origen a una serie de imitaciones francesas, entre las cuales se encuentran La Démonomanie des Sorciers [La demonología de los hechiceros] (1580) de Jean Bodin y Le Fléau des Démons et ses Sorciers [La plaga de demonios y hechiceros] (1616).

### La Ilustración
El siglo XVIII fue conocido como el Siècle des Lumières («el siglo de las luces») o el periodo de la Ilustración. Empezando con el ascenso al trono en 1643 del Rey Sol, Luis XIV, Francia entró en un período de esplendor político, artístico y científico, antes de asentarse en los decadentes reinados de Luis XV y Luis XVI. Puede afirmarse que la Ilustración comenzó con René Descartes en 1637 con su Le Discours de la Méthode (El discurso del método) o en 1687 cuando Isaac Newton publicó su Philosophiae Naturalis Principia Mathematica (Principios matemáticos de la filosofía natural).
El barroco (en la forma de novelas, obras de teatro o incluso óperas) fue el enlace entre los Merveilleux del Renacimiento y los cuentos de hadas más formalizados del período de la Ilustración. La innegable popularidad del género se debió en gran medida al hecho de que los cuentos de hadas eran «seguros», en el sentido de que no ponían en peligro el alma, una preocupación seria para una nación que acababa de salir de una era de gran persecución religiosa, y reflejaban de manera apropiada el esplendor del reinado del Rey Sol.
La precursora del género fue Madame d'Aulnoy quien, en 1690, introdujo en su novela inconexa Histoire d'Hyppolite, Comte de Douglas (De la historia de Hipólito, Conde de Duglas), un cuento de hadas con el título de L'Île de la Félicité («La isla de la felicidad»).
Las contribuciones significativas de la época incluyen:
- En 1697, Charles Perrault, quien hasta entonces era una figura literaria de renombre y campeón de las ciencias, publicó bajo el nombre de su hijo Histoires ou Contes du Temps Passé («Historias o cuentos de tiempos pasados») conocido también como los Contes de ma Mère l'Oie («Los cuentos de mamá oca»). En esta obra, Perrault había recopilado cuidadosamente una serie de cuentos y leyendas populares, como Cendrillon (La Cenicienta), La Belle au Bois Dormant (La Bella Durmiente), Peau d'Âne (La piel de asno), Le Petit Chaperon Rouge (Caperucita roja), Barbe-Bleue (Barba azul), Le Chat Botté (El gato con botas), entre muchas otras.
- Madame d'Aulnoy hizo lo propio con una colección de tres volúmenes titulada simplemente Contes de Fées (Cuentos de hadas), y luego sus Contes Nouveaux ou Les Fées à la Mode («Nuevos cuentos o hadas a la moda») (1698-1702). Sus historias más recordadas son L'Oiseau Bleu («El pájaro azul»), La Chatte Blanche («Puddocky» o el gato blanco) y Le Nain Jaune («El enano amarillo»), que habría de dar lugar a un popular juego de mesa.
- El Libro de las mil y una noches fue «traducido» al francés por Antoine Galland desde 1704 hasta 1717. Esta obra fue muy posiblemente compuesta a partir de fuentes muy escasas o inexistentes, en tanto no se conoce de la existencia de manuscritos árabes previos de Aladino o Alí Babá y Los Cuarenta Ladrones.
- En Zadig (1747), Voltaire se burló de la predilección de sus contemporáneos por los cuentos de hadas, a la vez que hacía uso de los mismos recursos literarios.
- Jeanne-Marie Leprince de Beaumont, cuyo clásico La Belle et la Bête (La bella y la bestia; 1757) ha trascendido en el tiempo, es autora de cuarenta colecciones de cuentos (llamados «Magasins» o «Stores», de ahí la palabra magazín), publicados en Londres entre 1750 y 1780. La Belle et la Bête misma se basó en un cuento de hadas anterior escrito por Gabrielle-Suzanne Barbot de Villeneuve, incluido en su colección La jeune américaine et les contes marins («La joven americana y los cuentos del mar», 1740).
- Jacques Cazotte, quien había empezado como escritor de cuentos de hadas, tales como La Patte du Chat («La pata de gato»; 1741) y Les Mille et Une Fadaises («Las mil y una tontas historias»; 1742), se cansó pronto de aquellos y terminó escribiendo cuentos más oscuros.
- Charles-Joseph chevalier de Mayer recopiló los mejores cuentos de hadas de su época y publicó una antología de cuarenta y un volúmenes titulada Le Cabinet des Fées («El gabinete de las hadas»), publicada en Ámsterdam y Ginebra entre 1785 y 1789 — el primer sello editorial especializado en fantasía en la historia.

De esta manera, la evolución literaria de los cuentos de hadas creció de manera paralela a la de la realeza francesa, con el esplendor aristocrático de Luis XIV siendo reemplazado por la decadencia y corrupción de Luis XV. Autores como Cazotte ejemplificaron la transición entre los cuentos de hadas y un fantastique de un tono más oscuro y más sombrío.
A medida que la influencia espiritual de la Iglesia empezaba a disminuir, los pensadores empezaron a soñar con nuevas fes y creencias. Muchos de ellos basaron sus ideas en conocimientos ocultos que supuestamente habían sido transmitido a lo largo de los tiempos, desde Oriente, pasando por los Caballeros Templarios y, llegando finalmente a los masones y rosacruces que florecieron durante la Ilustración.
- En 1670, el abad Nicolas-Pierre-Henri de Montfaucon de Villars publicó la ficción ocultista apenas disfrazada, Le Comte de Gabalis («El conde de Gabalis»), con el subtítulo de Entretiens sur les Sciences Secrètes («Conversaciones sobre las ciencias secretas»). Supuestamente, el haber revelado conocimientos secretos llevó a que el abad fuese asesinado por rosacruces en 1675.
- En 1731, el abad Jean Terrasson escribió Séthos, Histoire ou Vie Tirée des Monuments, Anecdotes de l'Ancienne Égypte («Historia o vida sacada de los monumentos y anécdotas del antiguo Egipto»), cuyos temas pseudo-egipcios y ocultistas fueron posteriormente aprovechados por Wolfgang Amadeus Mozart para su ópera La flauta mágica.
- Le Diable amoureux (El diablo enamorado, 1772) de Cazotte tenía el subtítulo un roman fantastique, la primera vez en la historia literaria en que una obra recibió tal apelativo. El diablo enamorado podría ser considerada la primera novela moderna francesa de terror. En ella, un joven noble invoca a un demonio que asume la forma de una hermosa mujer. Lo sobrenatural no fue tratado como una fantasmagoría, ni con propósitos satíricos o filosóficos, sino que tenía la intención de aparecer real e inducir miedo en el lector.
- Otra obra en la misma dirección fue Vathek, una novela escrita directamente en francés en 1787 por el escritor inglés William Thomas Beckford. Beckford, una figura byrónica empapado de conocimientos ocultos y perversiones sexuales, supuestamente escribió su novela en un estado de trance, sin parar en tres días y dos noches.
- Finalmente, en 1813, se publicó el muy extraño Le Manuscrit Trouvé à Saragosse (El manuscrito encontrado en Zaragoza). Al igual que Vathek, fue escrita directamente en francés por un escritor no francés, el conde y científico polaco Jan Potocki.

### SigloXIX
El siglo XIX constituyó un período de gran agitación en la historia de Francia. Tras la Revolución Francesa, Francia pasó sucesivamente por el Primer Imperio de Napoleón, la Restauración Borbónica, la Segunda República, el Segundo Imperio de Napoleón III y la Tercera República. Durante el Primer y Segundo Imperio, los períodos de gloria militar orgullosa se alternaron con períodos de derrotas aplastantes y humillantes. Fue en medio este hirviente caldero de agitación histórica que la literatura francesa explotó en un ramo de colores hasta entonces desconocidos y abundantes, y lo mismo ocurrió con el fantastique.
Los escritores franceses de fantastique del siglo XIX recibieron influencias diversas de los escritores ingleses de novelas góticas, especialmente Ann Radcliffe, Mathew Gregory Lewis, Sheridan Le Fanu, y Charles Maturin, del escritor alemán E. T. A. Hoffmann y del compositor Richard Wagner, así como del escritor estadounidense Edgar Allan Poe, y de los poetas británicos Lord Byron y Oscar Wilde.
Fue durante este siglo, increíblemente rico, que se empezó a apreciar una división entre el fantastique más sensacionalista y explotador, recibiendo el nombre de fantastique populaire, y las formas más literarias adoptadas por los escritores de corrientes dominantes, que fue llamado fantastique littéraire.

#### Novelas negras
Las novelas góticas inglesas se convirtieron en una influencia importante en el desarrollo del fantastique justo antes del comienzo del siglo XIX. Su naturaleza extravagante y macabra pudo nutrirse de las emociones liberadas durante la Revolución Francesa y, eventualmente, ayudó que el género evolucionara sin problemas hacia las formas más modernas del fantastique.
Los escritores góticos ingleses ayudaron a generar una ola de lo que los franceses llamaron romans noirs (novelas negras) o romans frénétiques (novelas frenéticas), y que se habría de convertir en el primer subgénero de la literatura popular. Obras notables en esta categoría incluyen:
- Coelina, ou l'Enfant du Mystère [Coelina, o El niño del misterio] (1799) de François Guillaume Ducray-Duminil.
- Lord Rutwen ou les Vampires [Lord Rutwen o los Vampiros] (1820) de Cyprien Bérard,[1] que fue adaptada al teatro por Charles Nodier el mismo año, y protagonizada por el personaje vampírico de John William Polidori , Lord Ruthven.
- Falthurne (1820) de Honoré de Balzac, una novela sobre una profetisa virgen que conoce secretos ocultos que se remontan a la antigua Mesopotamia. También de Balzac es notable: Le Centenaire [El centenario], inspirado en Melmoth el errabundo (1822), L'Élixir de Longue Vie [El elixir de larga vida] (1830), Louis Lambert (1832), sobre un hombre en busca de dimensiones más altas, el acertadamente llamado La Recherche de l'Absolu [La búsqueda de lo absoluto] (1834), cuyo héroe es un alquimista, y Melmoth Réconcilié [Melmoth reconciliado] (1835).
- Charles Nodier con Smarra ou les Démons de la Nuit [Smarra, o Los demonios de la noche] (1821), una serie de relatos terroríficos basados en sueños. La obra maestra de Nodier fue La Fée aux Miettes [El Hada de las Migajas] (1832). En ella, un joven carpintero es devoto del Hada del mismo nombre, que puede ser la legendaria Reina de Saba. Para devolverla a su forma verdadera, busca la mágica mandrágora cantora. Nodier bien podría llamarse uno de los primeros escritores de «alta fantasía» del mundo, sesenta años antes que William Morris.
- La Vampire [La Vampiresa] (1825), de Étienne-Léon de Lamothe-Langon, y escrita en tres volúmenes, que narra la historia de un joven oficial del ejército napoleónico que lleva a casa a su prometida húngara solo para descubrir más tarde que es una vampiresa, y Le Diable [El diablo] (1832) que incluía al carismático y malvado Chevalier Draxel.
- Victor Hugo con Han d'Islande [Han de Islandia] (1823), un cuento sangriento protagonizado por un guerrero vikingo y un oso mítico, Bug-Jargal (1826) y el macabro y romántico L'Homme qui Rit o El hombre que ríe (1869) sobre un hombre horriblemente desfigurado que vivió en la Inglaterra del siglo XVII. (Su versión cinematográfica de 1928, protagonizada por Conrad Veidt, fue acreditada como el modelo del Joker de Batman)
- Frédéric Soulié con el clásico Les Mémoires du Diable [Las memorias del diablo] (1838) que combinó la roman frénétique con las pasiones del Marqués de Sade.

#### Fantastique populaire
Eventualmente, el roman noir le dio paso a formas más modernas del fantastique. Una de éstas fue el feuilleton (folletín), historias serializadas en entregas diarias en los periódicos. La otra forma fue la novela popular, publicada en formatos económicos y dirigida a grandes audiencias. En la tradición verdadera de la ficción popular, estas obras a menudo se consideraban emociones baratas, y buenas solo para las masas con escasa educación.
- Alejandro Dumas, padre, estaba muy en sintonía con el mercado literario. El éxito de los Cuentos de Hoffmann y de Las mil y una noches lo influyó a escribir Les Mille et Un Fantômes [Los mil y un fantasmas] (1849), una antología de cuentos macabros. Dumas escribió su propia versión de Lord Ruthwen en Le Vampire [El Vampiro] (1851). Finalmente, en 1857, escribió una de las primeras historias modernas sobre hombres lobo, Le Meneur de Loups [El líder de los lobos].
- Edgar Quinet escribió Ahasvérus (1833), una narrativa poética extensa y sofisticada sobre el judío errante, y un libro notable sobre Merlín, Merlin l'Enchanteur [Merlín el Encantador] (1895).
- La narrativa del judío errante de Eugène Sue, Le Juif Errant [El judío errante], se serializó entre 1844 y 1845. Isaac Laquedem de Dumas apareció en 1853.
- Paul Féval padre fue uno de los escritores más importantes de la época con Les Revenants [Las Apariciones] (1853), La Fille du Juif Errant [La hija del judío errante] (1864), la macabra La Vampire [La vampiresa] (1867) y La Ville Vampire [La aldea de los vampiros] (1874) que parodiaba a Ann Radcliffe, convirtiéndola en la heroína ficticia del libro.

#### Fantastique littéraire
Del lado más respetable de la puerta literaria, la literatura del fantastique del siglo XIX posterior a 1830 estuvo dominada por la influencia de E. T. A. Hoffmann, y luego por la de Edgar Allan Poe.
- En 1839, Gérard de Nerval colaboró con Alejandro Dumas en L'Alchimiste [El alquimista]. Desquiciado tras la muerte de una amante, Nerval desarrolló un interés en las creencias místicas, especialmente en su libro Les Illuminés. Hay que anotar que tras ser internado, su trabajo comenzó a adquirir una calidad cada vez más visionaria, si bien no de fantastique con Aurélia (1853-1854) y Les Filles du Feu [Hijas del fuego] (1854).
- En La Morte Amoureuse [La Muerte Enamorada] (1836), Théophile Gautier cuenta la historia de un joven sacerdote que se enamora de una hermosa vampiresa. En ella, el vampiro no es una criatura sin alma, sino una mujer amorosa y erótica. Avatar (1856) y Spirite (1866) de Gautier son roman spirites que tratan sobre el tema de la vida después de la muerte.
- La Vénus d'Ille (1837) de Prosper Mérimée, presenta una estatua pagana que cobra vida y mata a un joven novio en su noche de bodas.
- Las leyendas rústicas de Alsacia también fueron la principal fuente de inspiración para Émile Erckmann y Alexandre Chatrian, un equipo de escritores que firmaban sus obras como Erckmann-Chatrian. Su primera colección, Les Contes Fantastiques [Los cuentos fantásticos] (1847), incluye el cuento clásico L'Araignée Crabe [El cangrejo araña], sobre un monstruo del lago que se alimenta de sangre y que tiene cuerpo de araña y cabeza de hombre.
- Jules Amédée Barbey d'Aurevilly escribió cuentos de terror en los que pasiones macabras son llevadas a cabo en crímenes extraños, como Les Diaboliques [Las mujeres diabólicas] (escrito en 1858, publicado en 1874, y que no tiene relación alguna con la película). También es de destacar L'Ensorcelé .
- En 1858, Gustave Flaubert escribió lo que bien podría ser la primera obra de fantasía heroica moderna francesa, Salammbô [Salambó], una novela atrevida, colorida y exótica sobre la antigua Cartago.
- Joris-Karl Huysmans creó nuevos moldes dramáticos para conceptos antiguos, como el diablo, la brujería, etc. en libros como À Rebours [A Contrapelo] (1884) y Là-Bas [Allá Lejos] (1891).
- Guy de Maupassant siguió los pasos de Poe y anticipó a H. P. Lovecraft, obsesionándose con la noción de un lento descenso hacia la locura provocado por temibles fuerzas de otro mundo. Su obra maestra fue Le Horla [El Horla] (1887), que fue la base de la película de 1963 El Diary of a Madman de Reginald Le Borg. En ella se revela que el Hombre compartía la Tierra con seres invisibles de grandes poderes para los que solo somos ganado.
- El ecléctico Villiers de l'Isle-Adam cuyos macabros Contes Cruels [Cuentos Crueles] (1883) y Tribulat Bonhomet (1887) también fueron inspirados por Poe.
- Marcel Schwob con el clásico Le Roi au Masque d'Or [El rey de la máscara de oro] (1892).
- Jean Lorrain, también obsesionado con la naturaleza del mal, con Buveurs d'Âmes [Bebedores de almas] (1893), "Les contes d'un buveur d'éther", la novela cabalística La Mandragore (1899) y Monsieur de Phocas (1901).
- Los relatos sádicos y malintenciondos de Octave Mirbeau sobre asesinatos, canibalismo y venganza fantasmal recopilados en Le Jardin des Supplices [El jardín de los suplicios] (1899).
- El poeta belga Maurice Maeterlinck ganó el Premio Nobel de Literatura en 1911. El autor del clásico Pelléas et Mélisande (1892) escribió el clásico perenne L'Oiseau Bleu [El pájaro azul] (1908), una fantasía alegórica concebida como una obra de teatro para niños.
- También de Bélgica, Franz Hellens, un precursor de los surrealistas, mostró un enfoque lírico y romántico hacia la fantasía. Les Hors-le-Vent (1909) y Nocturnal (1919) exploraron la tierra de los sueños, a la que denominó la "segunda vida", mientras que su novela Mélusine (1920) fue considerada en general una novela pre-surrealista.

### sigloXXantes de la Segunda Guerra Mundial
La confianza mostrada por la sociedad francesa a comienzos del siglo XX se vio minada por la masacre que fue la Primera Guerra Mundial en la que, de los 8 millones de franceses que habían sido reclutados, 1.3 millones murieron y un millón más quedó gravemente discapacitado. Grandes áreas en Francia quedaron devastadas y la producción industrial cayó en un 60%. En la literatura francesa, los movimientos dadaísta y surrealista ejemplificaron ese deseo de romper violentamente con el pasado
La separación entre fantastique populaire y fantastique littéraire tomó cuerpo definitivamente. La primera era escrita por escritores que seguían los pasos de Dumas, Sue y Féval, mientras que la segunda era escrita por los sucesores de Hoffmann, Poe y los simbolistas.

#### Fantastique populaire
Entre las guerras, el fantastique populaire continuó apelando a las masas proporcionando un entretenimiento barato en forma de feuilletons: revistas pulp como Le Journal des Voyages (1877-1947), Lectures Pour Tous (1898-1940) y L'Intrépide ( 1910-1937) y libros de bolsillo de editoriales tales como Ollendorff, Méricant, Férenczi y Tallandier. Nombres notables de la época incluyen:
- El belga Jean Ray es considerado el autor de fantastique más famoso e influyente de este período y los estudiosos del género lo consideran en general el equivalente en francés de Poe y Lovecraft. Ray comenzó su carrera como escritor de pulp, usando una variedad de alias y publicando varias historias en la revista Weird Tales. Su producción se puede dividir en tres partes. Cuentos impregnados de la atmósfera rica y neblinosa de su Flandes natal, unas cuantas novelas, incluyendo la clásica Malpertuis (1943) y traducciones reescritas de un pastiche no autorizado de Sherlock Holmes, Harry Dickson. Su amigo íntimo y paisano Michel de Ghelderode (Le Grand Macabre) fue otro autor belga contemporáneo de fantastique.
- Gastón Leroux con La Double Vie de Theophraste Longuet [La doble vida de Teofrasto Longuet] (1903), en la que un comerciante retirado es poseído por el espíritu de Cartouche, el salteador de caminos francés del siglo XVIII; el Hoffmanesco L'Homme qui a Vu le Diable [El hombre que vio al diablo] (1908); el clásico Le Fantôme de l'Opéra o El fantasma de la ópera (1910) y Le Coeur Cambriolé [El corazón asaltado] (1920).
- Marcel Allain y Pierre Souvestre que revelaron su personaje Fantômas, el primer villano sociópata moderno, en 1911.
- André de Lorde, apodado el "Príncipe del Terror", prolífico dramaturgo que escribió más de ciento cincuenta obras para el teatro Grand Guignol, recopiladas en varios volúmenes, entre ellos Théâtre d'Épouvante [Teatro del terror] (1909), Théâtre Rouge [Teatro rojo] (1922), Les Drames Célèbres du Grand-Guignol [Tragedias famosas del Grand-Guignol] (1924) y Théâtre de la Peur [Teatro del miedo] (1924).
- Arthur Bernède, creador de Judex (1919) y Belphégor (1928).
- Claude Farrère, el primer galardonado con el Premio Goncourt de Francia, escribió La Maison des Hommes Vivants [La casa de los hombres vivientes] (1911) en la que una secta de inmortales, fundada por el conde de Saint Germain, les roba sus fuerzas vitales a otros para así preservar su propia inmortalidad.
- Uno de los escritores del género más distintivos de la década de 1930, que también mezclaba géneros con engañosa facilidad, fue Pierre Véry, cuyas novelas de misterio siempre incorporaban elementos surrealistas o sobrenaturales. Algunas de sus obras pertenecen directamente en el género del fantastique, como Le Pays sans Étoiles [El país sin estrellas] (1945) y Tout Doit Disparaître le 5 Mai [Todo debe continuar el 5 de mayo] (1961), una colección de cuentos fantásticos.

#### Fantastique littéraire
En la literatura francesa, los movimientos dadaísta y surrealista ejemplificaron el deseo francés de romper violenta y abruptamente con el pasado, pero las formas más convencionales de la novela siguieron siendo menos innovadoras. La única influencia novedosa proveniente del extranjero fue la de Henry James. Una influencia fuera de la literatura, especialmente para los surrealistas, fue la de Sigmund Freud. Entre los principales contribuyentes de este período se incluyen:
- El dadaísmo comenzó como un movimiento artístico nihilista que iba en paralelo con los movimientos políticos anarquistas de la época. En Francia, fue proclamado por Guillaume Apollinaire con L'Enchanteur Pourrissant [El Encantador Putrefacto] (1909), un diálogo poético entre Merlín y Viviane, y L'Hérésiarque et Cie. (1910), una colección de cuentos escritos entre 1899 y 1910, que trata sobre una variedad de temas fantásticos como la magia, la invisibilidad, etc.
- En La Révolte des anges [La revuelta de los ángeles] (1914), Anatole France escribió una historia sorprendente en la que el ángel caído Arcade planea organizar una nueva revuelta entre los ángeles caídos que viven en la Tierra, haciéndose pasar por artistas.
- Guillaume Apollinaire fue el primer y verdadero proclamador del surrealismo. Para el momento de su muerte, en 1918, había logrado que fuera posible que la búsqueda interminable de lo extraño en la literatura fuese vista no solo como un juego divertido pero sin sentido, sino como un método genuino, una búsqueda metafísica, que refleja más preocupaciones más profundas y ambiciones literarias más altas.
- Blaise Cendrars declaró abiertamente su admiración por Gustave Le Rouge. Su La Fin du Monde Filmée par l'Ange [El fin del mundo filmado por un ángel] (1919) y Moravagine (1926) son novelas surrealistas, la última con el nombre de su protagonista, un malévolo desquiciado cuyos crímenes rivalizan con los de Fantômas, un personaje muy apreciado por los surrealistas.
- El clásico de Pierre Benoit L'Atlantide (1919) fue una soberbia variante de un tema introducido por H. Rider Haggard en Ella, y narraba la historia de dos oficiales franceses que encuentran la ciudad perdida de la Atlántida en medio del Sahara, y se enamoran de su bella reina, Antinea. Fue adaptada varias veces al cine.[2]
- La novela fáustica Marguerite de la Nuit [Margarita de la Noche] (1922), de Pierre Mac Orlan, también se adaptó al cine.
- Jean Cocteau escribió obras tan aclamadas como los poemas de L'Ange Heurtebise [El ángel Heurtebise] (1925), las obras de teatro Orphée [Orfeo] (1926) y Les Chevaliers de la Table Ronde [Los caballeros de la mesa redonda] (1937), y la conmovedoramente bella y surrealista versión cinematográfica de 1945 de La Belle et la Bête o La Bella y la Bestia .
- Jules Supervielle, un escritor de ascendencia vasca, incorporó paisajes hispanos y temas de fantasía en su novela L'Enfant de la Haute Mer [El niño de alta mar] (1931).
- Una de las figuras literarias más importantes de la historia de Bélgica fue el excéntrico dramaturgo Michel de Ghelderode, un verdadero visionario cuyas obras morales folklóricas e historias estaban llenas del humor y la fantasía de El Bosco. Magie Rouge [Magia roja] (1934) y La Ballade du Grand Macabre [La balada del gran macabro] (1935) dieron vida a la tradición macabra de la cultura flamenca.
- El autor belga Henri Michaux creó una serie de novelas que se leen como viajes extraordinarios de lo surreal con Voyage en Grande Garabagne [Viaje en Gran Garabagne] (1936), Au Pays de la Magie [En el país de la magia] (1941) e Ici, Poddema [Aquí, Poddema] (1946), creando tierras imaginarias, pobladas de coloridos habitantes que seguían extrañas costumbres.
- El dramaturgo Jean Giraudoux combinó tragedia, humor y fantasía en Intermezzo (1937), en la que un fantasma tímido revoluciona un pequeño pueblo, y Ondina (1939) sobre una duendecilla acuática que se enamora de un mortal.
- La primera novela de Julien Gracq, El castillo de Argol (1938) combinó los efectos del roman noir con la poesía de Arthur Rimbaud. El libro tiene lugar en un castillo parecido a Gormenghast donde el joven propietario, su amigo y la hermosa Heide pasan su tiempo jugando juegos macabros y decadentes. En 1951, Gracq publicó la brillante El mar de las Sirtes (1951) que ganó el Premio Goncourt y que tiene lugar en el país imaginario de Orsenna.
- Finalmente, Marcel Aymé merece una mención especial por su universo humorístico y fantástico que combina el ingenio y la sátira social con la fantasía, en obras como Le Passe-Muraille [El pasa murallas] (1943) sobre un oscuro oficinista que adquiere el poder de caminar a través de objetos sólidos y sus fábulas de animales, Les Contes du chat perché [Los cuentos del gato agachado] (1931).

### sigloXXdespués de la Segunda Guerra Mundial
La Segunda Guerra Mundial produjo grandes costos físicos y psicológicos en la cultura francesa. La derrota de Francia en 1940, seguida por cuatro años de ocupación, confrontó a los escritores y escritoras con opciones que nunca antes habían tenido que enfrentar. El descubrimiento de la bomba atómica y la Guerra Fría trajeron nuevos y profundos temores. La cultura francesa de corriente dominante empezó a menospreciar cada vez más las obras de imaginación y prefirió adoptar las preocupaciones más naturalistas y políticas de los existencialistas como Jean-Paul Sartre y Albert Camus. Sin embargo, y paradójicamente, a pesar de ser marginado por los críticos y el establishment literario, el género del fantastique prosperó como nunca antes, tanto en términos de calidad como de cantidad.
Entre las influencias extranjeras de importancia en el fantastique moderno francés se encuentran Franz Kafka, Jorge Luis Borges, H. P. Lovecraft, Dino Buzzati, Julio Cortázar, Vladimir Nabokov y Richard Matheson. Otras influencias más recientes incluyen a Stephen King, J. R. R. Tolkien y Robert E. Howard, ninguno de los cuales había sido muy conocido en Francia antes de los primeros años de la década de 1980. El aumento de la popularidad de la fantasía heroica durante la última década es un tributo a la americanización de la cultura global.
Entre los autores y obras más interesantes hasta los años 80 se encuentran:
- La fantasía de Marcel Béalu siguió el camino de Hoffman, Poe y Gérard de Nerval. En sus historias, almas desventuradas quedan lentamente atrapadas en realidades como de ensueño en donde imperaban fuerzas inhumanas. L'Expérience de la Nuit [La experiencia de la noche] (1945) trata sobre el poder de ver otras dimensiones. L'Araignée d'Eau [La araña de agua] (1948) trata sobre el amor imposible entre un hombre y una criatura acuática que poco a poco se convierte en una niña.
- La aproximación de Marcel Brion a lo sobrenatural casi siempre se refirió a la tradición romántica y a la búsqueda de un absoluto místico. Su colección de cuentos más famosa es Les Escales de la Haute Nuit [Las escals de la noche más profunda] (1942).
- André Pieyre de Mandiargues tenía el don de hacer visible lo invisible con un sentido implacable de la lógica y una precisión casi maníaca. Sus historias se recopilan en Le Musée Noir [El Museo Negro] (1946) y Soleil des Loups [El sol de los lobos] (1951).
- André Dhôtel utilizó adolescentes como protagonistas para hacernos experimentar eventos maravillosos, siempre presentados de una manera inquietantemente natural, en La Chronique Fabuleuse [La crónica fabulosa] (1955) y Le Pays où l'on n'arrive Jamais [El País al que nunca se llega] (1955).
- El estilo propio de fantastique de Noël Devaulx se basaba en la intrusión de lo extraño e inexplicable en la realidad cotidiana. Sus cuentos recibieron el nombre de "parábolas sin llaves". Sus mejores colecciones son L'Auberge Parpillon [El albergue Parpillón] (1945) y Le Pressoir Mystique [La Prensa Mística] (1948).
- En 1954, la editorial Fleuve Noir lanzó un sello editorial dedicado al terror, Angoisse, que continuó mensualmente hasta 1974, publicando un total de 261 novelas de terror, incluyendo libros de Marc Agapit, B. R. Bruss, Maurice Limat, Kurt Steiner, la serie Madame Atomos deAndré Caroff y la serie de novelas Frankenstein de Jean-Claude Carrière.
- El estilo de fantastique del prolífico Claude Seignolle fue influenciado por la 'infancia hechicera' que tuvo en las llanuras brumosas de su natal Sologne, y un encuentro aterrador con el diablo encarnado en un brujo local que afirmó haber experimentado a los 15 años en 1932. Esto le confería un genuino sentido de autenticidad a los libros de Seignolle, que estaban casi desprovistos de artificios literarios. Entre sus principales obras se encuentran La Malvenue [La malvenida] (1952) y las colecciones Histoires Maléfiques [Historias maléficas] (1965) y Contes Macabres [Cuentos macabros] (1966).
- Un escritor que desafía cualquier intento de clasificación fue Pierre Gripari, quien escribió primero novelas de género truculentas y coloridas, como La Vie, la Mort et la Resurrection de Socrate-Marie Gripotard [La vida, muerte y resurrección de Socrate-Marie Gripotard] (1968), sobre un superhombre parecido a Cándido y L'Incroyable Equipée de Phosphore Noloc [El increíble viaje de Phosphore Noloc] (1964), un homenaje a Julio Verne en el que el héroe descubre que nuestro cosmos está realmente dentro del útero de una mujer, antes de escribir cuentos de hadas como Contes de la Rue Broca [Cuentos de la calle Broca] (1967), que se hizo muy popular en los años ochenta.
- Kobor Tigan't (1969) de Christia Sylf y su secuela, Le Règne de Ta [El reinado de Ta] (1971), tienen lugar 30.000 años en el pasado, durante el reinado de los Gigantes, una mítica raza pre-atlante. Las novelas hablan del conflicto entre la hechicera Reina-Madre, Abim, y sus hijas: Opak, quien gobierna Kobor Tigan't, la Ciudad de los Gigantes de cinco niveles, y su hermana, Ta. El mundo de Kobor Tigan't está habitado por una raza de reptiles humanoides bisexuales, los T'los, que son utilizados como esclavos sexuales por los Gigantes. Las novelas también presentan a los cuasi-cristalinos Elohim, mensajeros de poderes alienígenas del más allá. Las novelas de Kobor Tigan't no se pueden comparar con nada publicado en Inglaterra o Estados Unidos. Contienen escenas eróticas así como elementos esotéricos que rara vez se encuentran en los mundos literarios de Tolkien o Howard.
- Charles Duits perteneció a la misma tradición rica y colorida. Con Ptah Hotep (1971) y Nefer (1978), escribió una saga de fantasía heroica que tiene lugar en una Tierra paralela que tiene dos lunas, Athenade y Thana, durante la época del Antiguo Egipto y el Imperio Romano.

Otros autores notables incluyen:
- Pierre Barbet
- Michel Bernanos
- Ramo Jean-Louis
- Serge Brussolo
- Christian Charrière
- Georges-Olivier Châteaureynaud
- Lise Deharme
- Alain Dorémieux
- Michel Grimaud
- Nathalie Henneberg
- Rockne S. O'Bannon
- Alain Paris
- Gérard Prévot
- Yves y Ada Rémy
- Jacques Sadoul
- Marcel Schneider
- Bernard Simonay
- Jacques Sternberg
- Roland Topor
- Julia Verlanger

## Premios
Algunos premios para el fantastique en lengua francesa incluyen o han incluido el Grand Prix de l'Imaginaire (1974-), el Premio Julia Verlanger (1986-), el Premio Ozono (1977-2000) y el Premio Torre Eiffel (1997-2002) .
Cada año desde 1994 el festival Fantastic'Arts premia las películas de Fantastique en la ciudad francesa de Gérardmer .